# Kohei Kawata
Kohei Kawata (河田 晃兵 Kawata Kohei?), född 13 oktober 1987 i Oita prefektur, är en japansk fotbollsspelare.
Kawata började sin karriär 2010 i Gamba Osaka. 2012 blev han utlånad till Avispa Fukuoka. 2013 blev han utlånad till Ventforet Kofu. Han gick tillbaka till Gamba Osaka 2014. 2015 flyttade han till Ventforet Kofu.